# Matas Buzelis
Pour les articles homonymes, voir Matas.
Matas Arvidas Buzelis, né le  13 octobre 2004 à Chicago, en Illinois, est un joueur américano-lituanien de basket-ball évoluant aux postes d'ailier et d'ailier fort. Il mesure 2,05 m.

## Biographie

### NBA G League Ignite (2023-2024)
Le 1er juillet 2023, il rejoint l'équipe de G-League de NBA G League Ignite.
Le 12 avril 2024, il annonce qu'il se présente à la draft 2024 de la NBA.

### Bulls de Chicago (depuis 2024)
Lors de la draft 2024, il est sélectionné par les Bulls de Chicago en 11e position.

## Palmarès

### NBA
- NBA All-Rookie Second Team (2025)

### Universitaire
- NBA G League Next Up Game (2024)
- McDonald's All-American (2023)
- Jordan Brand Classic (2023)
- Nike Hoop Summit (2022)

## Statistiques

### NBA

#### Saison régulière
| Saison    | Équipe   | Matchs | Titul. | Min./m | % Tir | % 3pts | % LF | Rbds/m. | Pass/m. | Int/m. | Ctr/m. | Pts/m. |
| --------- | -------- | ------ | ------ | ------ | ----- | ------ | ---- | ------- | ------- | ------ | ------ | ------ |
| 2024-2025 | Chicago  | 80     | 31     | 18,9   | 45,4  | 36,1   | 81,5 | 3,48    | 0,99    | 0,36   | 0,94   | 8,60   |
| Carrière  | Carrière | 80     | 31     | 18,9   | 45,4  | 36,1   | 81,5 | 3,48    | 0,99    | 0,36   | 0,94   | 8,60   |

### NBA Gatorade League
| Saison    | Équipe              | Matchs | Titul. | Min./m | % Tir | % 3pts | % LF | Rbds/m. | Pass/m. | Int/m. | Ctr/m. | Pts/m. |
| --------- | ------------------- | ------ | ------ | ------ | ----- | ------ | ---- | ------- | ------- | ------ | ------ | ------ |
| 2023-2024 | NBA G League Ignite | 26     | 26     | 32,0   | 44,8  | 27,3   | 67,9 | 6,92    | 1,96    | 0,81   | 2,08   | 14,35  |
| Carrière  | Carrière            | 26     | 26     | 32,0   | 44,8  | 27,3   | 67,9 | 6,92    | 1,96    | 0,81   | 2,08   | 14,35  |

## Records sur une rencontre en NBA
Les records personnels de Matas Buzelis en NBA sont les suivants, :
| Type de statistique        | Saison régulière | Saison régulière            | Saison régulière |
| Type de statistique        | Record           | Adversaire                  | Date             |
| -------------------------- | ---------------- | --------------------------- | ---------------- |
| Points                     | 31               | @ Lakers de Los Angeles     | 22 mars 2025     |
| Paniers marqués            | 12               | @ Lakers de Los Angeles     | 22 mars 2025     |
| Paniers tentés             | 18               | @ Lakers de Los Angeles     | 22 mars 2025     |
| Paniers à 3 points réussis | 5                | 2 fois                      | 2 fois           |
| Paniers à 3 points tentés  | 10               | @ Lakers de Los Angeles     | 22 mars 2025     |
| Lancers francs réussis     | 6                | @ Timberwolves du Minnesota | 5 février 2025   |
| Lancers francs tentés      | 9                | @ Timberwolves du Minnesota | 5 février 2025   |
| Rebonds offensifs          | 3                | 3 fois                      | 3 fois           |
| Rebonds défensifs          | 7                | @ Raptors de Toronto        | 31 janvier 2025  |
| Rebonds totaux             | 9                | @ Mavericks de Dallas       | 6 novembre 2024  |
| Passes décisives           | 6                | Mavericks de Dallas         | 29 mars 2025     |
| Interceptions              | 2                | 3 fois                      | 3 fois           |
| Contres                    | 3                | 4 fois                      | 4 fois           |
| Balles perdues             | 3                | Hawks d'Atlanta             | 22 novembre 2024 |
| Minutes jouées             | 37               | Mavericks de Dallas         | 29 mars 2025     |

- Double-double : 0
- Triple-double : 0

Dernière mise à jour : 5 février 2025